# Messène
Ne pas confondre avec la ville moderne de Messini
Pour l’article homonyme, voir Messini (dème).
Messène (en grec ancien, Μεσσήνη) est une cité de la Grèce classique, en Messénie, dans le sud-ouest du Péloponnèse, située dans l'actuel dème de Messène. Elle fut la cité des hilotes, qui furent réduits au servage par les Spartiates. Au IVe siècle av. J.-C., le général thébain Épaminondas, vainqueur des Spartiates, libéra les hilotes, qui fondèrent alors une nouvelle Messène, en 369 av. J.-C., célèbre pour ses murailles, parmi les plus grandes de toute la Grèce classique.
Le site n'est aujourd'hui occupé que par le village de Mavromati, et de nombreux monuments ont pu être dégagés. 
Une ville moderne du même nom, Messène (en grec moderne, Messíni), se trouve 20 km plus au sud, sur le golfe de Messénie : elle compte environ 10 000 habitants.

## Situation géographique
Protégée par ses murs, la ville a prospéré, étant en bonne position stratégique au pied des monts Ithômé (798 m) et Eua, bénéficiant de plusieurs sources et favorisée par l'absence de cités concurrentes dans le voisinage.

## Histoire
Dans Les Lois (683 d), Platon mentionne le nom de Cresphontès comme roi de Messène.
Après sa victoire sur Sparte, le général thébain Épaminondas rappela les Messéniens dispersés sur le territoire spartiate comme hilotes, et fonda avec eux la ville de Messène en 369 av. J.-C., pour en faire la capitale du nouvel État de Messénie. Messène garde une importance certaine du temps de l'Empire romain qui lui accorde le statut de « cité libre ». Durant la période byzantine une grande basilique chrétienne y est bâtie. La Chronique de Morée ne la mentionne plus au moment de la fondation de la Principauté d'Achaïe : on suppose qu'un séisme a tari les sources, la rendant inhabitable.

## Site

### La muraille
L'enceinte de Messène, d'une longueur de 9 km, date de la fondation de la ville, ou peut-être seulement du IIIe siècle av. J.-C. : elle compte parmi les murailles les mieux conservées de toute la Grèce. Le mur est renforcé de nombreuses tours carrées ou semi-circulaires.
Au nord-ouest se trouve la monumentale porte d'Arcadie, pourvue d'une cour intérieure ovale. 
À l'extérieur de la porte ont été trouvés les restes de plusieurs grands monuments funéraires.

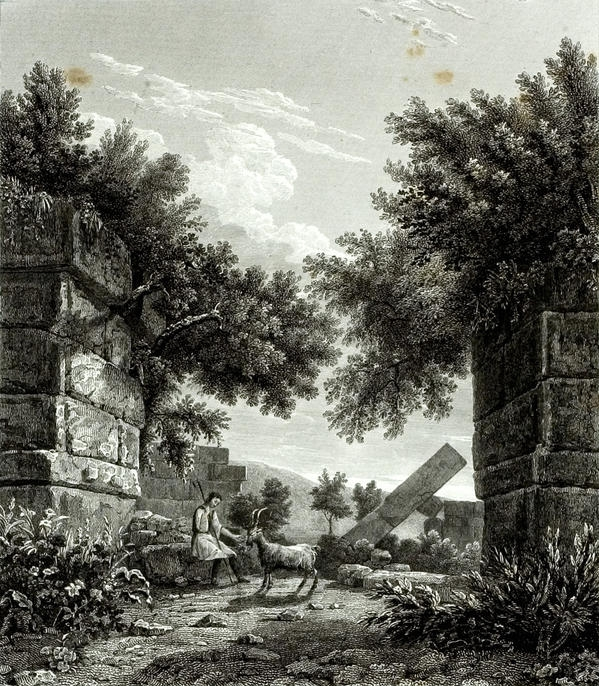
La porte d'Arcadie en 1831.
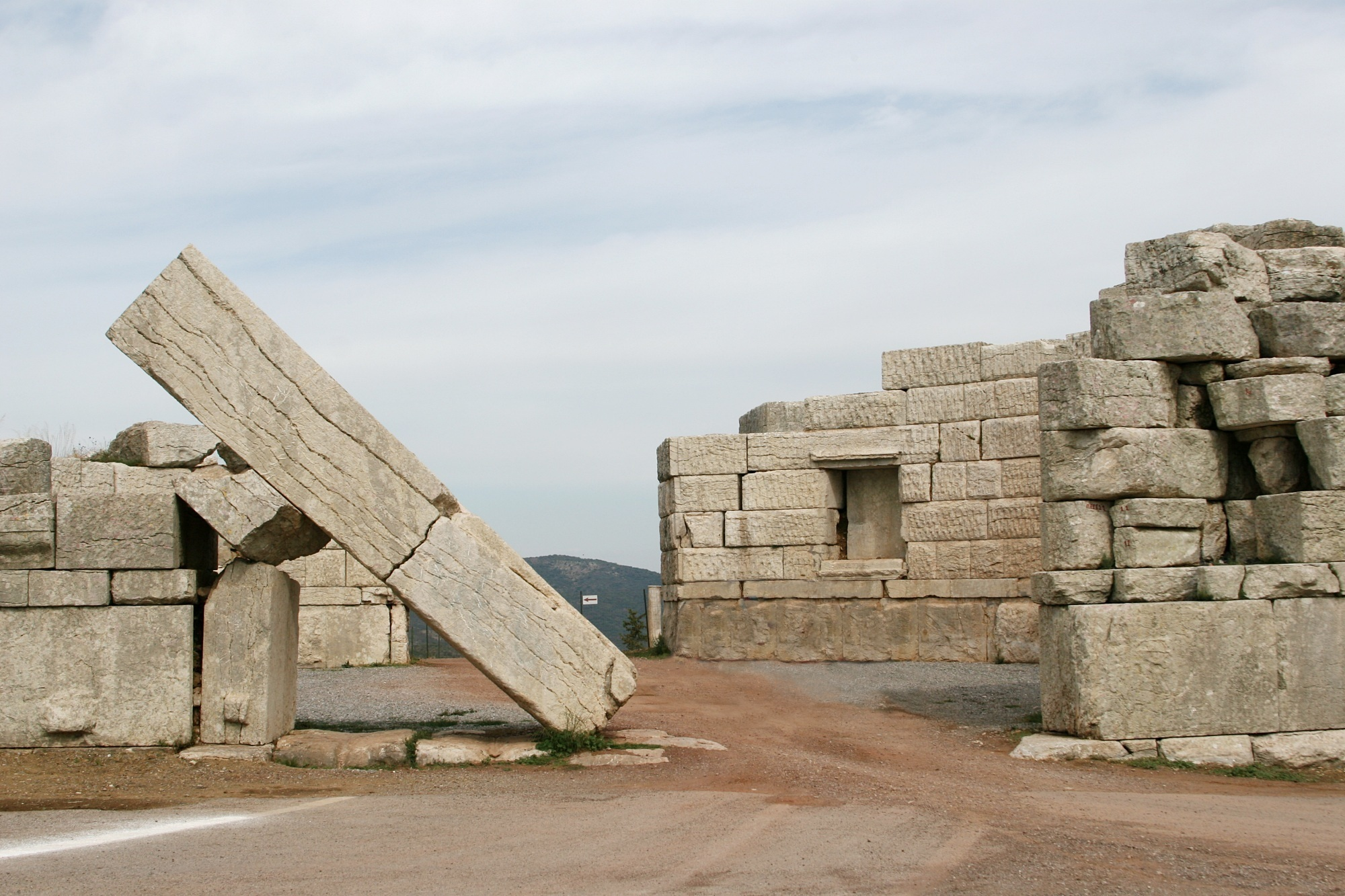
La porte d'Arcadie, avec son énorme linteau monolithe.
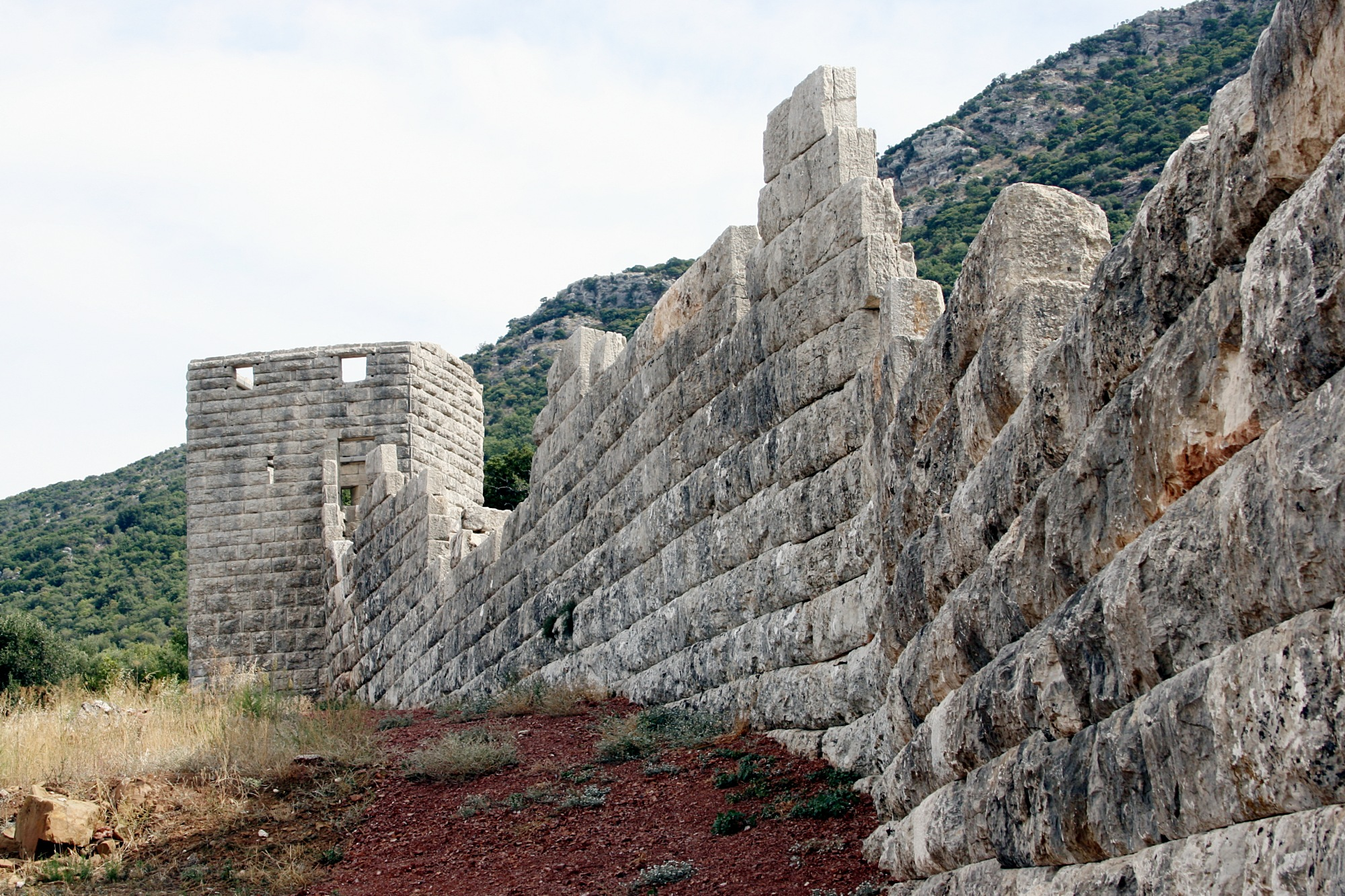
Mur de fortification, près de la porte d'Arcadie.
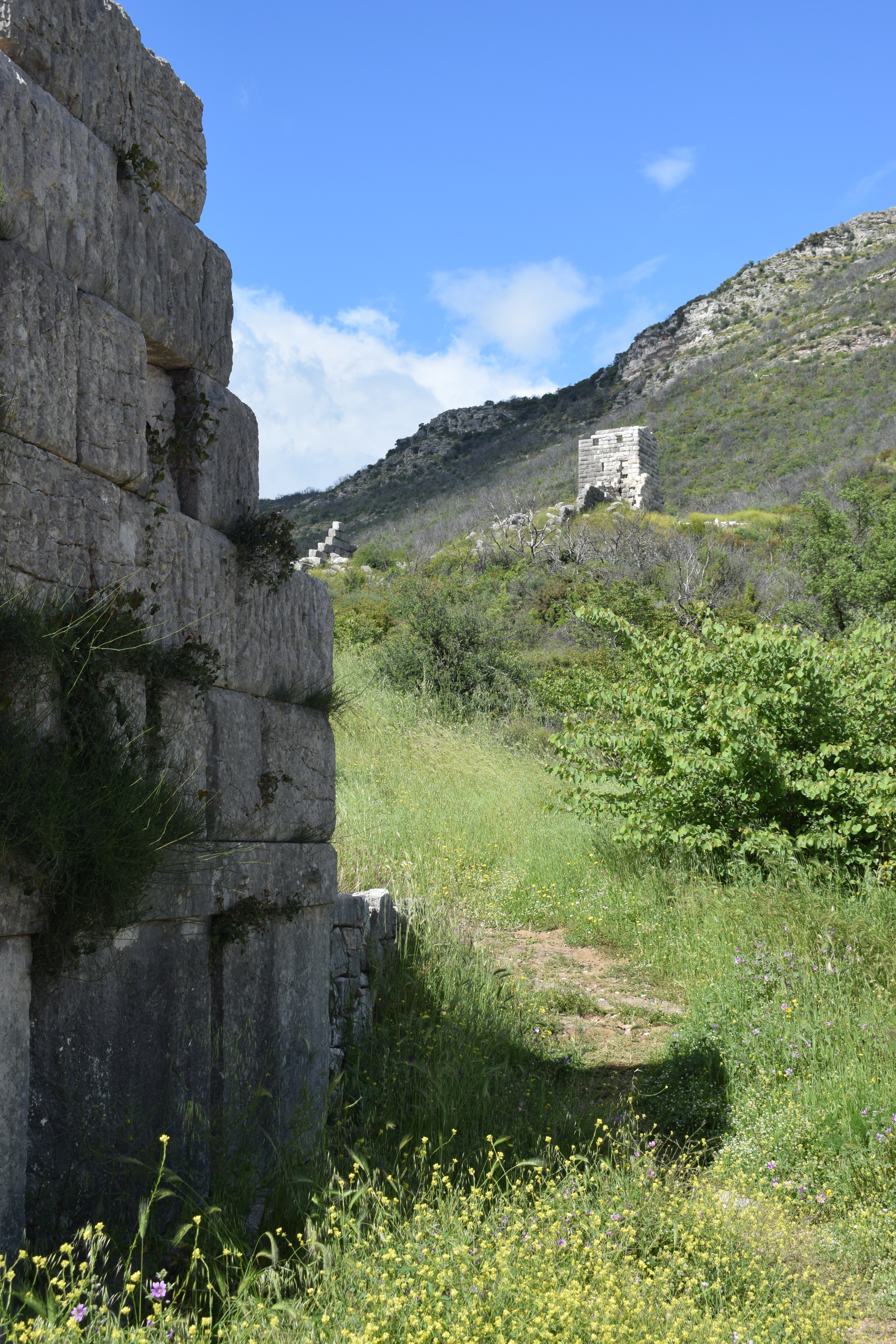
Vestige des murs et d'une tour.

### Le centre de la ville antique

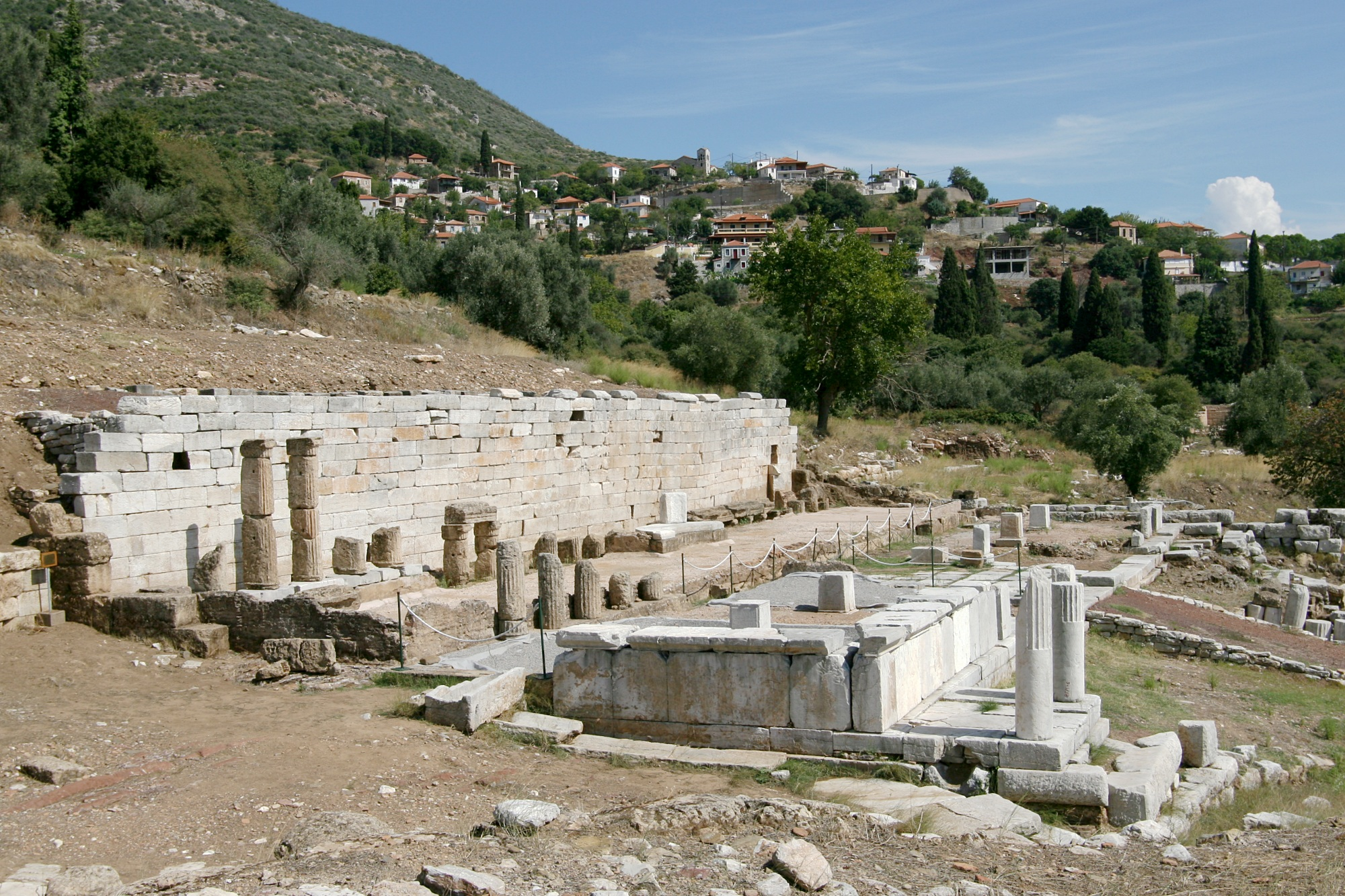
Fontaine d'Arsinoé.

#### Agora
Une description de Pausanias (IV, 31-33) permet d'identifier des éléments importants parmi les monuments récemment fouillés. 
Dans l'ancien centre-ville se trouvent les restes du théâtre et la fontaine monumentale (40 m de large) d'Arsinoé, fille du roi de Messène Leucippe et mère du dieu Esculape, selon la légende locale ; non loin de là ont été dégagés les restes d'une salle qui faisait sans doute partie de l'agora.

#### Asclépiéion

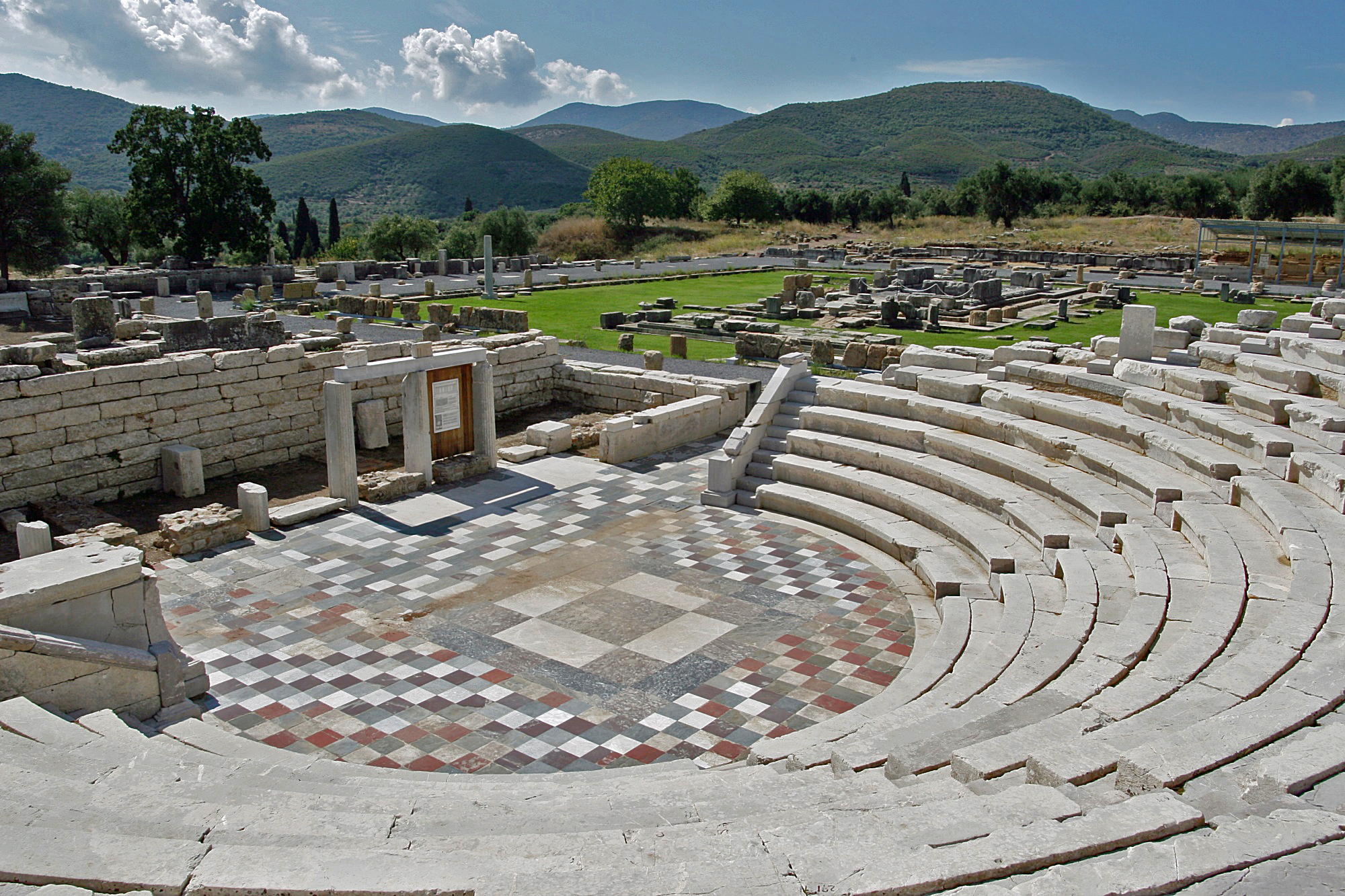
L'ekklésiastérion et, en arrière-plan, le sanctuaire d'Asclépios.

L'ensemble architectural de l'Asclépiéion est daté d'un peu après 215 av. J.-C. Un temple périptère dorique de 6 × 12 colonnes et un autel sont compris dans une aire presque carrée de 66 × 72 m. Cette aire est bordée de deux portiques (stoa) à deux nefs, présentant chacun 21 et 23 colonnes de face et une double rangée de colonnes intérieures. Les colonnes sont couronnées de chapiteaux corinthiens pleins de fantaisie, avec des pièces d'architraves décorées de guirlandes et de bucranes. 
À l'extérieur des portiques étaient ménagés de nombreux espaces : à l'est, à côté de l'entrée principale (propylon) se trouvent un bâtiment de réunions (ekklésiastérion) et deux autres grandes salles. À l'ouest se trouvent une rangée de salles plus petites (exèdres) qui, pour la plupart, s'ouvrent de toute leur largeur sur le portique. 
De nombreuses statues y étaient érigées, avec un espace consacré à Artémis. Dans la rangée des salles situées au nord est intégré un autre propylée monumental, avec un escalier menant à la rue située plus haut et à l'agora. Deux grandes salles (Sébastéion ou Césaréion) ont été ajoutées de part et d'autre de l'escalier, à la dévotion des empereurs romains.

#### Stade

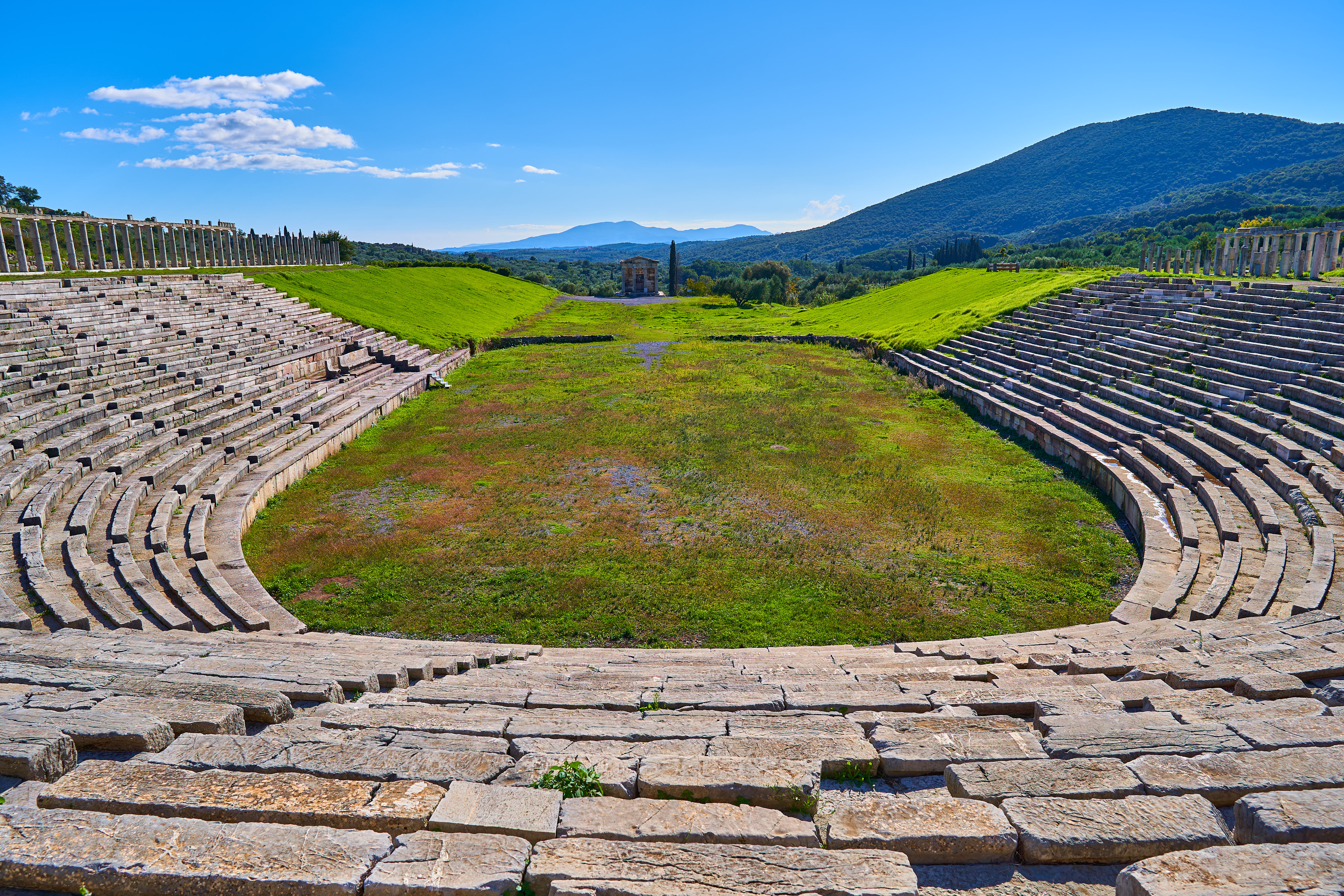
Stade, avec l'hérôon reconstitué, au fond.

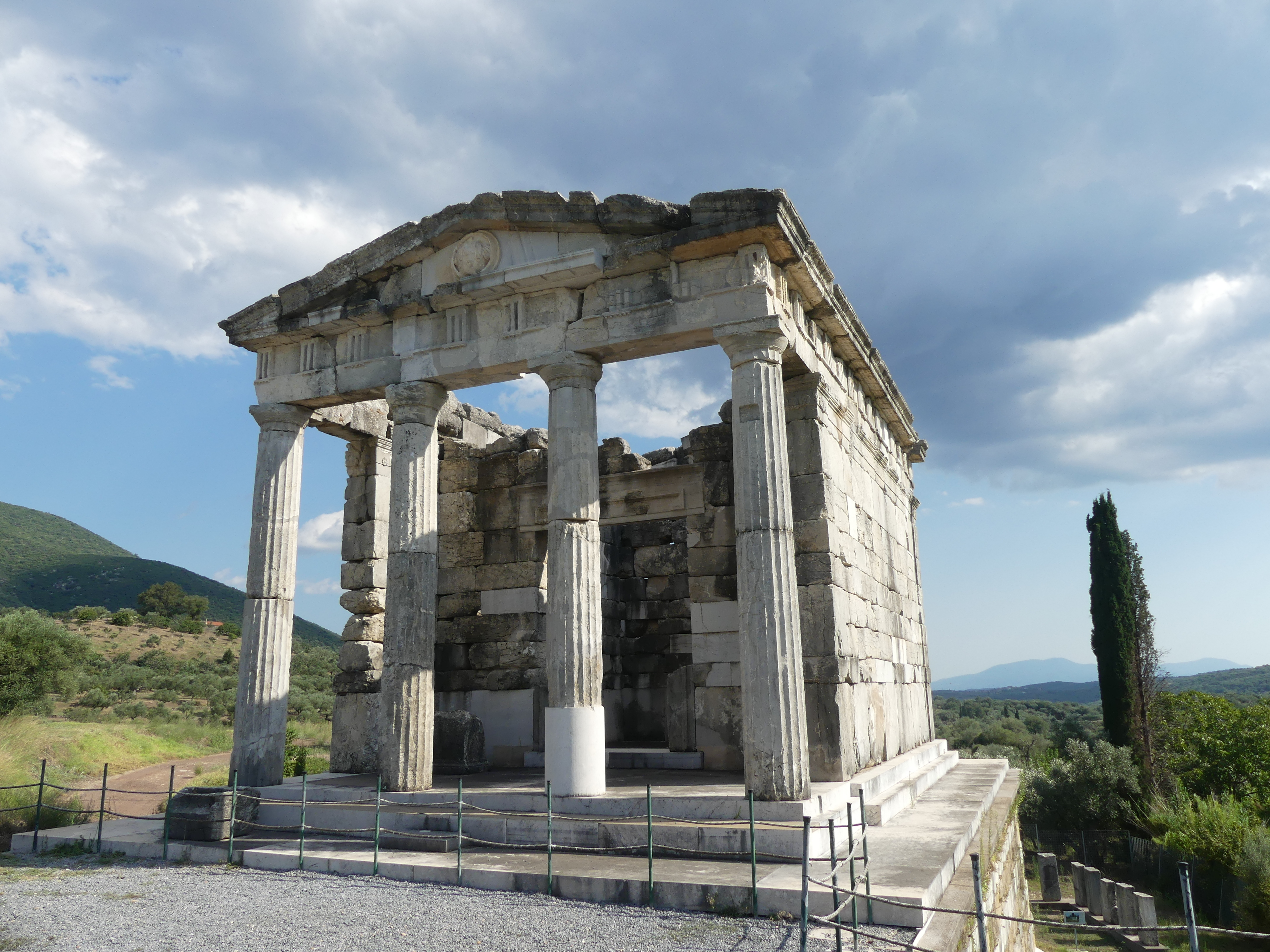
L'hérôon, à l'extrémité sud du stade.

Environ 200 mètres plus loin a été dégagé, au cours des dernières années [Quand ?], un stade monumental, vestige le plus impressionnant et le mieux conservé de toute la ville. On entre dans le stade au coin nord-ouest par un propylon dorique récemment reconstitué. Plusieurs tombes monumentales ont été dégagées à l'ouest du stade.
La partie nord du stade est entourée, sur trois côtés et une longueur de 110 m, de portiques d'ordre dorique dont de nombreuses colonnes ont été restaurées. L'extrémité nord de la piste est constituée de gradins en fer à cheval. À l'autre extrémité du stade, près de la ligne de départ, se trouve un hérôon, sous la forme d'un temple prostyle à quatre colonnes, récemment restauré par une anastylose.

## Fouilles archéologiques
La première campagne de fouilles archéologiques du site est initiée par les archéologues français de la commission scientifique de l'expédition de Morée sous la direction de Guillaume Abel Blouet, le 10 avril 1829,  vers la fin de la guerre d'indépendance de la Grèce. 

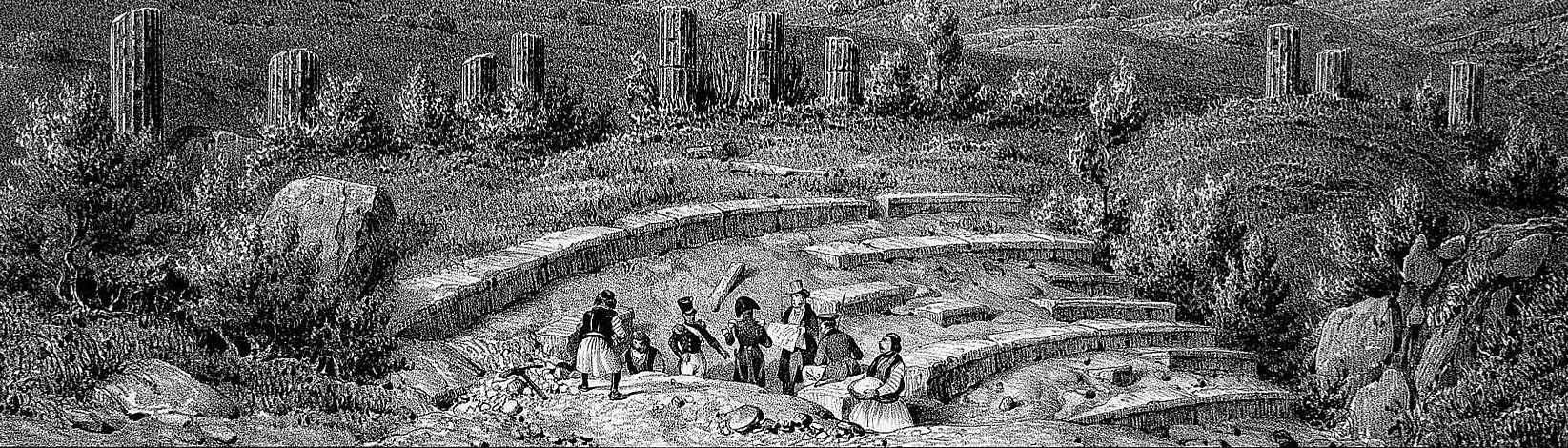
Les membres de la commission scientifique de l'expédition de Morée dans le stade de Messène en 1829 (Détail d'une gravure de Prosper Baccuet).

L'archéologue chargé des fouilles actuelles, Petros Themelis, qui reçoit l'agrément du Conseil de la Société Archéologique d'Athènes en 1986, indique que les premières fouilles systématiques du site furent réalisées en 1895 par Themistoklis Sophoulis (de la Société Archéologique d'Athènes). Depuis, un certain nombre d'archéologues renommés ont dirigé les fouilles, dont Georges Oikonomos en 1909 et 1925, Anastássios Orlándos en 1957 et Petros Thémélis de nos jours. 
Un musée accueillant l'ensemble de leurs trouvailles a été construit sur le site, au sein même des murs de la ville antique.